# Carlos Oviedo Cavada

Wappen von Carlos Kardinal Oviedo Cavada

Carlos Kardinal Oviedo Cavada OdeM (* 19. Januar 1927 in Santiago de Chile; † 7. Dezember 1998 ebenda) war ein chilenischer Ordensgeistlicher und römisch-katholischer Erzbischof von Santiago de Chile.

## Leben
Carlos Oviedo Cavada trat 28. Januar 1944 der Ordensgemeinschaft der Mercedarier bei, legte am 18. März 1945 das einfache Gelübde und am 19. März 1948 die ewige Profess ab. Er studierte an der Päpstlichen Katholischen Universität von Chile. Er empfing am 4. September 1949 in seiner Heimatstadt die Priesterweihe und ging danach nach Rom an die Päpstliche Universität Gregoriana, wo er sein Studium von 1949 bis 1953 fortsetzte und den Doktortitel Dr. iur. can. (Doktor der kanonischen Rechtswissenschaften) erhielt.
Von 1953 bis 1958 lehrte an der Päpstlichen Katholischen Universität von Chile. Von 1958 bis 1961 arbeitete er in der Generalkurie seines Ordens und betrieb Studien im Vatikanischen Geheimarchiv.
Papst Paul VI. ernannte ihn am 21. März 1964 zum Titularbischof von Beneventum und zum Weihbischof in Concepción. Der Alterzbischof von Concepción, Alfredo Silva Santiago spendete ihm am 7. Juni desselben Jahres die Bischofsweihe; Mitkonsekratoren waren Manuel Sánchez Beguiristáin, Erzbischof von Concepción, und Emilio Tagle Covarrubias, Erzbischof von Valparaíso. Er nahm von 1964 bis 1965 an der dritten und vierten Sitzungsperiode des  Zweiten Vatikanischen Konzils als Konzilsvater teil. Von 1970 bis 1974 war Carlos Oviedo zudem Sekretär der chilenischen Bischofskonferenz.
Er wurde am 25. März 1974 zum Erzbischof von Antofagasta und am 4. Mai 1974 zum Apostolischen Administrator von Calama ernannt. Papst Johannes Paul II. ernannte ihn am 30. März 1990 zum Erzbischof von Santiago de Chile.
Am 26. November 1994 nahm ihn Johannes Paul II. als Kardinalpriester mit der pro hac vice zur Titelkirche erhobenen Titeldiakonie Santa Maria della Scala in das Kardinalskollegium auf. Er trat am 16. Februar 1998 als Erzbischof von Santiago de Chile aus gesundheitlichen Gründen zurück. Weihbischof Sergio Valech Aldunate übernahm als Apostolischer Administrator die Leitung des Erzbistums, bis Francisco Javier Errázuriz Ossa am 17. Mai 1998 das Amt antrat.
Kardinal Oviedo Cavada starb im Dezember 1998 an Amyotropher Lateralsklerose im Krankenhaus der Päpstlichen Katholischen Universität von Chile und wurde in der Kathedrale von Santiago beigesetzt.